# Krenelacija
Krenelacija (drugi termin je kastelacija) je naziv za karakteristični uzorak koji obrubljuje vrhove zidina mnogih srednjovjekovnih dvoraca, često nazvanih grudobranima. Krenelacija najčešće ima oblik mnogostrukih, pravilnih pravokutnih prostora usječenih na vrhu zidina kako bi dala braniteljima prostor za ispaljivanje strijela kao i prostor da se skriju iza potpunog zaklona.
Tehnički naziv za otvore u krenelacijama je ambrazura ili krenel (ili krenela), dok se uzdignuti dijelovi zidina između njih nazivaju merloni. Krenelacije su se izvorno koristile kao obrambeni zidovi podignuti oko naselja (s ili bez dvorca), a u suvremeno doba uglavnom se pojavljuju na kulama i turelama dvoraca ili kvazi-dvoraca. Krenelacije se također mogu vidjeti u velikom broju na Kineskom zidu.

## Dozvola za kreneliranje
Dozvola za kreneliranje bila je vjerojatno potvrda kojom se dopuštalo zgradi da se može utvrditi. Moguće da su se prve takve dozvole pojavile tijekom Karolinškog Carstva kao način kontrole gradnje dvoraca sprječavajući time lokalne moćnike da postanu premoćni ili prejaki no, u feudalnom društvu, dozvolu su koristili kralj i barun kao simbol svojeg statusa. Uz "nekoliko iznimaka u vremenima turbulencije, kraljevo pravo kao vrhovnog gospodara da izda dozvolu bilo je pravo darovanja, ne odbijanja, dopuštenja za kreneliranje" (Coulson, 1982, str. 71) a "u stvarnosti, nijedan feudalni ili subfeudalni vladar nije mogao ni po pravu ni u praksi zanijekati svom vazalu zaštitu vlastitopomoćnog utvrđivanja koju mu je on, kao gospodar, propustio dati." (Coulson, 1982, str. 97 br. 10) U stvarnosti nije bilo potrebno priskrbiti dozvolu za kreneliranje za podizanje utvrđene građevine. Postojala je "vrlo malena mogućnost uplitanja kraljevskih službenika čak i u toliko intenzivno reguliranih kraljevina poput Engleske, no dozvola je bila prestižna i mogla se posjedovati na zahtjev." (Coulson, 1982, str. 70). Fortifikacije nisu bile ograničene zakonom, no troškovi gradnje a posebice osiguravanja garnizona ograničavalo je prave vojne dvorce na ipak vrlo malen broj.